# Podrimce
Podrimce (cyr. Подримце) – wieś w Serbii, w okręgu jablanickim, w mieście Leskovac. W 2011 roku liczyła 208 mieszkańców.